# 8741 Suzukisuzuko
8741 Suzukisuzuko eller 1998 BR8 är en asteroid i huvudbältet som upptäcktes den 25 januari 1998 av den japanska astronomen Takao Kobayashi vid Ōizumi-observatoriet. Den är uppkallad efter den japanske amatörastronomen Suzuko Suzuki.
Asteroiden har en diameter på ungefär 7 kilometer och den tillhör asteroidgruppen Eos.